# Binomiales Wahlsystem
Das binomiale Wahlsystem war eine Variante des Verhältniswahlrechts in kleinen Wahlkreisen. Dabei wurden pro Wahlkreis jeweils zwei Kandidaten gewählt (Zweipersonenwahlkreis) und nicht nach dem landesweiten Verhältnis der Stimmen bestimmt. Dieses Wahlsystem wurde von 1989 bis 2013 bei den Parlamentswahlen in Chile verwendet.

## Verfahren

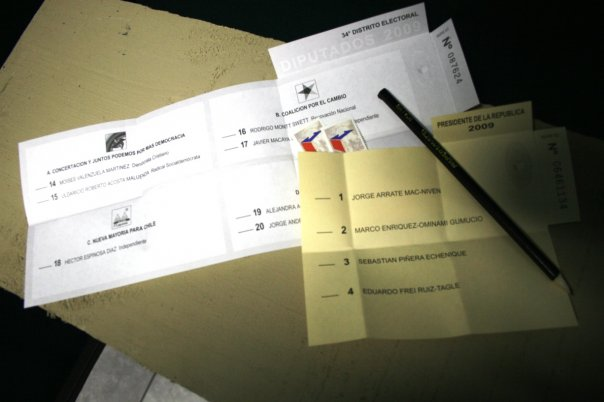
Chilenische Wahlzettel 2009: In weiß derjenige für die Wahl der beiden Wahlkreisabgeordneten

Nach dem binomialen Wahlsystem werden in jedem Wahlkreis zwei Kandidaten (daher auch der Name bi-nomial) auf Basis der Stimmen für die Wahlkreislisten der Parteien und Wahlverbindungen innerhalb dieses Wahlkreises verteilt. 
Erhält die siegreiche Liste mehr als doppelt so viele Stimmen wie die zweitstärkste Liste, so sind ihre Kandidaten gewählt und erhalten die beiden Sitze. Ansonsten sind in dem Wahlkreis je ein Kandidat der Liste mit den meisten Stimmen und der Liste mit den zweitmeisten Stimmen zu Abgeordneten gewählt. Die anderen Parteien und Wahlverbindungen gehen leer aus – die für sie abgegebenen Stimmen haben keinen Einfluss auf die Sitzverteilung im Parlament. In dieser Hinsicht ähnelt das binomiale System dem Mehrheitswahlrecht, bei welchem allerdings nur ein Kandidat pro Wahlkreis gewählt wird.
Innerhalb der Listen sind die Kandidaten frei wählbar. Die Stimmen für die einzelnen Kandidaten der Liste werden zum Gesamtergebnis der Liste addiert. Gewinnt die Liste einen Sitz, ist der Listenkandidat mit den meisten Stimmen gewählt, gewinnt sie beide Sitze, sind die beiden Listenkandidaten mit den meisten Stimmen gewählt. In letzterem Fall kann es dazu kommen, dass ein Kandidat einer unterlegenen Liste nicht gewählt wird, obwohl er mehr Stimmen erhalten hat als der zweite Kandidat der siegreichen Liste.
Das binomiale Verfahren begünstigt ein Zweiparteiensystem gemäßigter Gruppierungen nach Vorbild der USA, verhindert aber die parlamentarische Repräsentation kleiner Parteien, sofern sie kein Bündnis mit größeren Parteien eingehen.